# Vislor Turlough
Vislor Turlough, normalmente simplemente conocido como Turlough, es un personaje de ficción interpretado por Mark Strickson en la longeva serie británica de ciencia ficción Doctor Who. Fue acompañante del Quinto Doctor y regular en el programa de 1983 a 1984, apareciendo en 10 historias (33 episodios).

## Historia del personaje
Cuando aparece Turlough por primera vez en el serial Mawdryn Undead, es un estudiante en el colegio público de Brendon, siendo el ahora retirado Brigadier Lethbridge-Stewart su profesor, pero pronto queda claro que no es lo que parece. Le ha contactado el maligno Guardián Negro, que le ofrece llevarle a su hogar si mata al Doctor. También tiene mucha familiaridad con los viajes en el tiempo y la transmisión de materia. Al final del serial, Turlough le pide al Doctor que le deje acompañarle. A pesar de las sospechas de Tegan y Nyssa, el Doctor acepta a Turlough como parte de la tripulación de la TARDIS.
Durante el transcurso de los dos siguientes seriales, Terminus y Enlightenment (conocidos en conjunto como la trilogía del Guardián Negro), Turlough no puede decidir si llevar a cabo su misión del Guardian Negro o no, pero al final se decide a rechazarle por lealtad al Doctor. Aunque siempre fue algo cobarde, con un excelente instinto de supervivencia y un cierto grado de crueldad, su relación con el Doctor y Tegan mejora con el tiempo (Nyssa se marcha al final de Terminus). Es uno de los pocos acompañantes capaces de operar los controles de la TARDIS, capaz de hacer un diagnóstico en The Five Doctors y programar la TARDIS para recuperar al Doctor en Planet of Fire. Aunque al principio expresa un deseo de volver a casa, sigue viajando con el Doctor y Tegan hasta que esta se marcha al final de Resurrection of the Daleks.
En el siguiente serial, Planet of Fire, se revela que Turlough es un nativo del planeta Trion y que es un exiliado político a la Tierra tras una guerra civil. También se revela por primera vez el nombre de pila de Turlough, Vislor. Al final del serial, Turlough descubre que los presos políticos ya no son maltratados en Trion y decide que es hora de volver a casa. Una imagen alucinatoria suya aparecerá durante la escena de regeneración del Quinto Doctor al Sexto en The Caves of Androzani.
Turlough fue el último acompañante masculino en pantalla del Doctor hasta Adam Mitchell en el episodio de 2005 Dalek, el último acompañante masculino de larga duración hasta Jack Harkness y el último acompañante no terrícola hasta Astrid Peth en El viaje de los condenados (sin contar a Jack Harkness que es humano pero no nació en la Tierra, ni el regreso en cameo de K-9 en Reunión escolar).